# Batrachoides
Genre
Batrachoides est un genre de poissons de la famille des Batrachoididae, comprenant une dizaine d'espèces. L'origine du nom vient de la forme de leur tête qui pourrait faire penser à celle d'un batracien.

## Liste des espèces
Selon GBIF (8 juin 2021) :

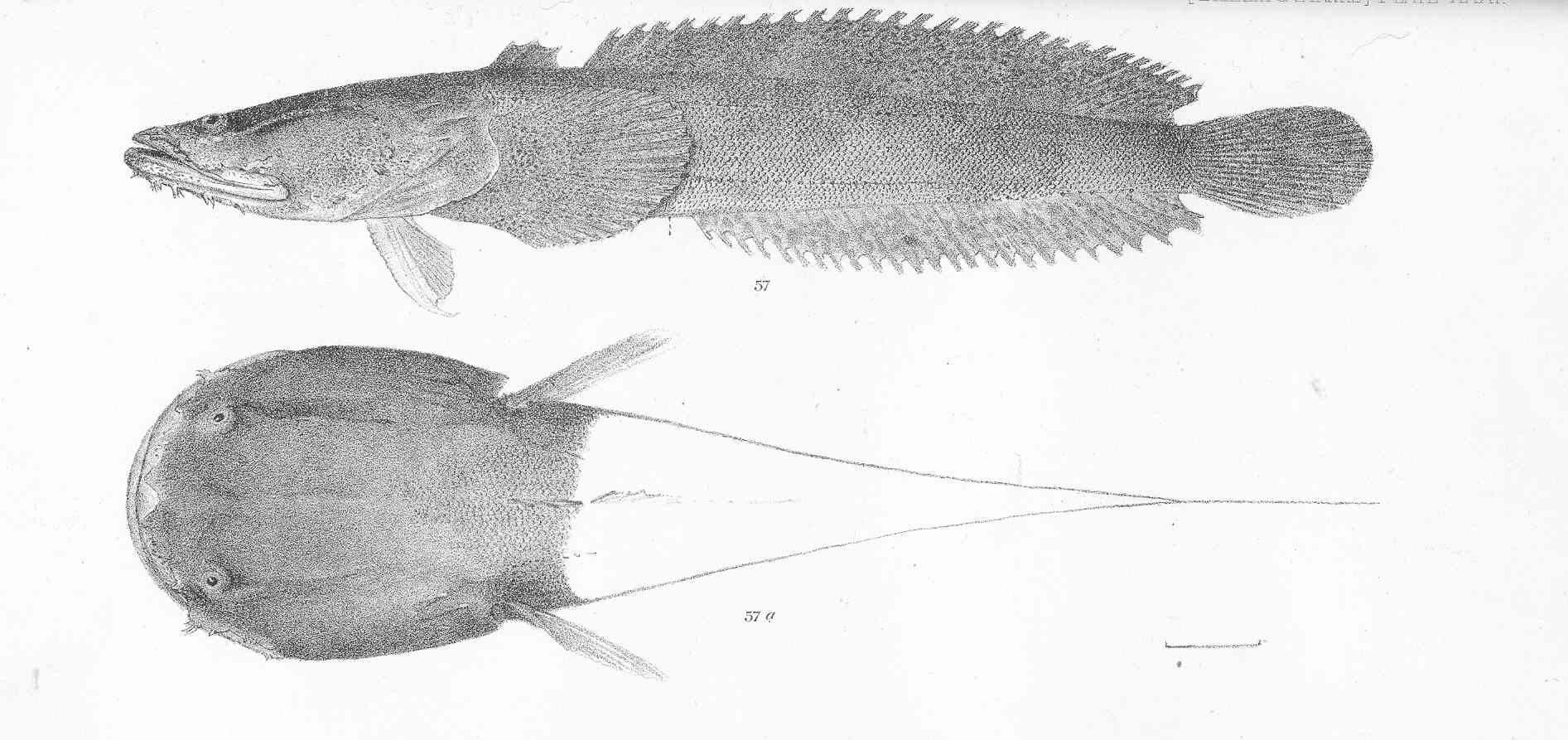
Batrachoides boulengeri.

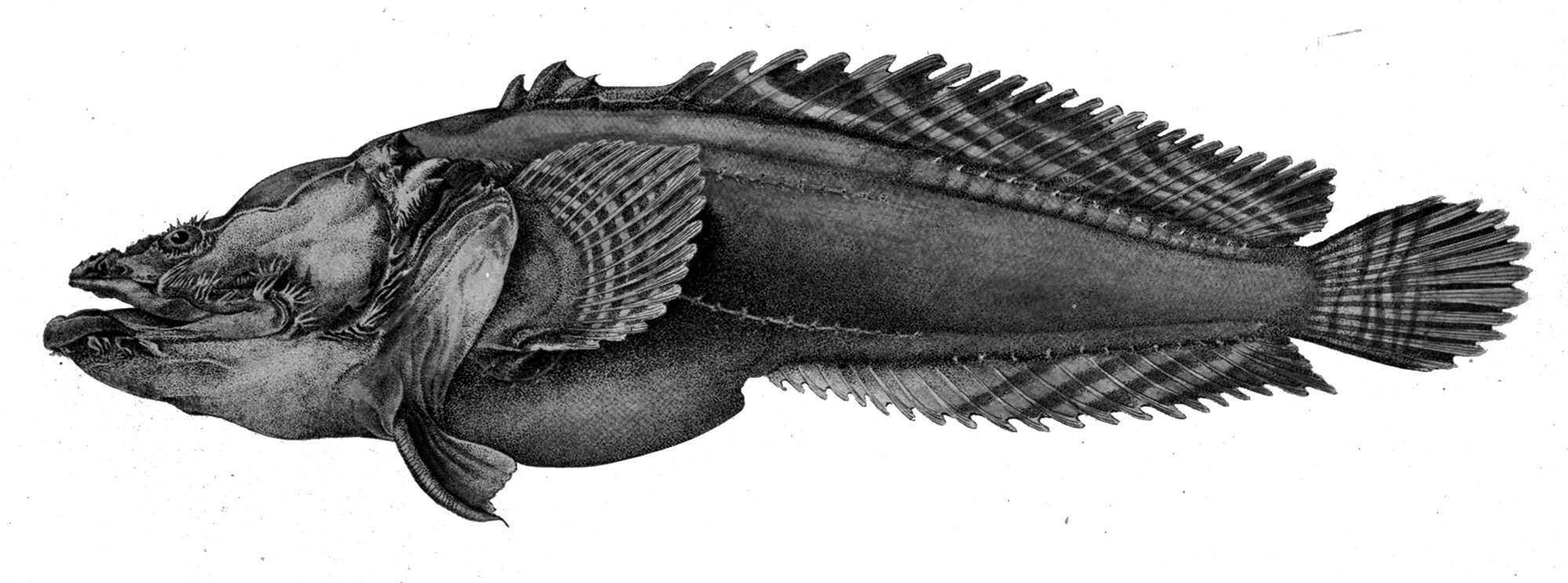
Batrachoides gilberti.

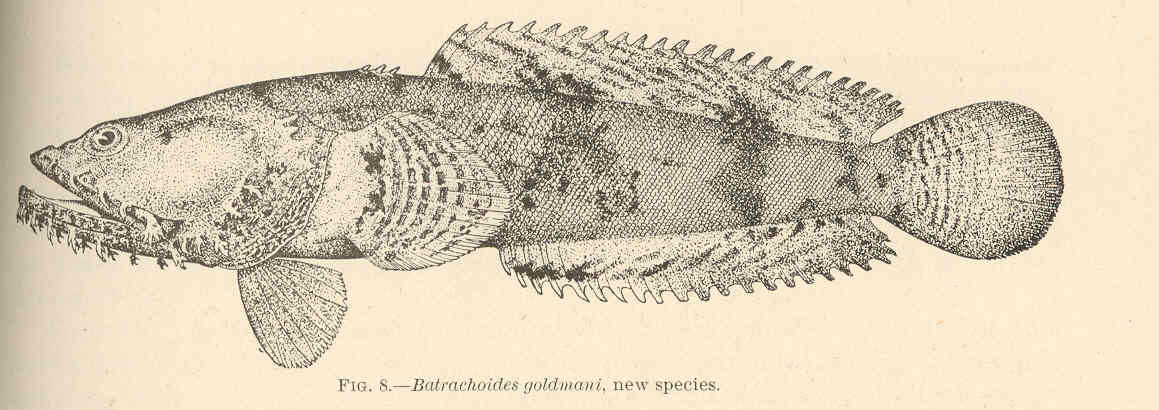
Batrachoides goldmani.

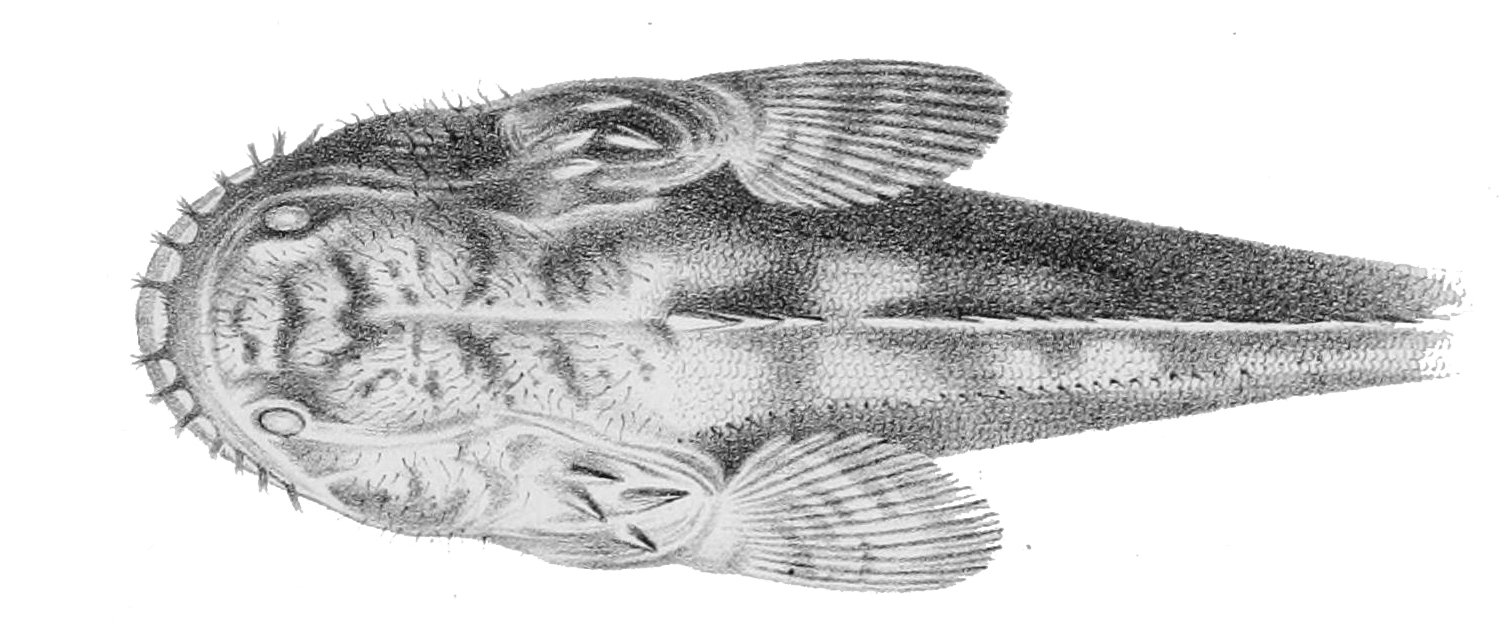
Batrachoides liberiensis.

- Batrachoides albolineatus (Gilchrist & von Bonde, 1924)
- Batrachoides antiquior Hitchcock, 1858
- Batrachoides boulengeri Gilbert & Starks, 1904
- Batrachoides gilberti Meek & Hildebrand, 1928
- Batrachoides goldmani Evermann & Goldsborough, 1902
- Batrachoides liberiensis (Steindachner, 1867)
- Batrachoides manglae Cervigón, 1964
- Batrachoides nidificans Hitchcock, 1858
- Batrachoides pacifici (Günther, 1861)
- Batrachoides surinamensis (Bloch & Schneider, 1801)
- Batrachoides variegata Lesueur, 1824
- Batrachoides walkeri Collette & Russo, 1981
- Batrachoides waltersi Collette & Russo, 1981

Selon World Register of Marine Species (8 juin 2021) :
- Batrachoides boulengeri Gilbert & Starks, 1904
- Batrachoides gilberti Meek & Hildebrand, 1928
- Batrachoides liberiensis (Steindachner, 1867)
- Batrachoides manglae Cervigón, 1964
- Batrachoides pacifici (Günther, 1861)
- Batrachoides surinamensis (Bloch & Schneider, 1801)
- Batrachoides walkeri Collette & Russo, 1981
- Batrachoides waltersi Collette & Russo, 1981
- Batrachoides beninensis Regan, 1915, synonyme de Batrachoides liberiensis (Steindachner, 1867)
- Batrachoides blennioides Lacepède, 1800, synonyme de Raniceps raninus (Linnaeus, 1758)
- Batrachoides damaranus Barnard, 1927, synonyme de Chatrabus melanurus (Barnard, 1927)
- Batrachoides didactylus (Bloch & Schneider, 1801), synonyme de Halobatrachus didactylus (Bloch & Schneider, 1801)
- Batrachoides diemensis Lesueur, 1824, synonyme de Halophryne diemensis (Lesueur, 1824)
- Batrachoides gangene Hamilton, 1822, synonyme de Allenbatrachus grunniens (Linnaeus, 1758)
- Batrachoides gmelini Risso, 1810, synonyme de Phycis blennoides (Brünnich, 1768) (synonym)
- Batrachoides grunniens (Linnaeus, 1758), synonyme de Allenbatrachus grunniens (Linnaeus, 1758)
- Batrachoides melanurus Barnard, 1927, synonyme de Chatrabus melanurus (Barnard, 1927)
- Batrachoides planifrons (Guichenot, 1850), synonyme de Halobatrachus didactylus (Bloch & Schneider, 1801)
- Batrachoides tau Lacepède, 1800, synonyme de Batrachoides surinamensis (Bloch & Schneider, 1801)

## Distribution
Batrachoides est le seul genre de Batrachoididae ayant des espèces dans le nouveau et l’ancien monde. Et ce dû à la présence B. liberiensis dans l’est de l’océan Atlantique dans le golfe de Guinée, du sud du Sénégal au nord de l’Angola. Les autres espèces sont fortement dispersées à travers le monde entier, sept évoluant dans des milieux océaniques, tandis que l’une d’entre elles évolue en eaux douces. Trois espèces (B. boulengeri, B. waltersi, B. pacific) évoluent dans l’est de l’océan Pacifique tandis que trois autres (B. surinamensis, B. gilberti, B. manglae) évoluent dans l’ouest de l’océan Atlantique. B. surinamensis est l’espèce ayant l’aire de répartition la plus importante et qui s’étend du sud du Honduras jusqu’au sud du Salvador et du Brésil. Enfin, B. goldmani, qui a envahi les eaux douces, se retrouve dans le fleuve Rio Usumacinta au Mexique.

## Écologie

### Environnement
Les Batrachoides sont des poissons qui évoluent pour la plupart en milieu marin. Seul B. goldmani évolue en eaux douces. Ce sont des poissons démersaux qui peuvent évoluer à des profondeurs très variantes en fonction des espèces.

### Caractéristiques morphologiques
Les tailles maximales sont elles aussi assez variées et peuvent aller de 17 cm (B. walkeri) à 57 cm (B. surinamensis).

### Régime alimentaire
Les espèces du genre Batrachoides se nourrissent principalement de crustacés (crabes, crevettes, etc.), de mollusques (gastéropodes principalement) et autres petits poissons se trouvant dans le fond. Il a parfois été observé que les carapaces de leurs proies s’accumulent dans la partie antérieure de l’anus et engendre parfois un « blocage ». Certaines espèces s’alimentent également en mangeant des insectes ou d’autres poissons comme c’est principalement le cas de B. golmani, la seule espèce qui évolue en eaux douces.

### Reproduction
Les femelles pondent des œufs. Il existe néanmoins des différences individuelles significatives entre les diamètres des œufs des différentes espèces allant de 2,60 mm (B. manglae) à 6,10 mm (B. waltersi). La ponte a lieu dans des nids et les œufs sont gardés par le mâle le temps que les larves atteignent 12 à 16 mm et qu’ils aient complètement absorbé le sac vitellin. Contrairement à d’autres espèces pour lesquelles les larves migrent dans la colonne d’eau et sont disséminées par le courant, les larves de Batrachoides restent démersales ce qui peut limiter leur dispersion et pourrait être responsable de leur faible aire de répartition.

## Systématique

### Taxonomie
Ce genre est décrit en 1800 par le zoologiste français Bernard-Germain de Lacépède.
Les genres suivants sont synonymes de Batrachoides selon GBIF (8 juin 2021) :
- Batrachichthys Agassiz, 1846
- Batrachus Bloch & Schneider, 1801
- Batracoides Berthold, 1827
- Batrictius Rafinesque, 1815

### Relations phylogénétiques
Ces analyses cladistiques réalisées avec WAGNER 78 dans les années 1970 ont permis d’éclairer les relations phylogénétiques entre les différentes espèces de Batrachoides. Leur arbre phylogénétique a été reconstitué sur base des traits méristiques et des traits morphologiques. Les caractères méristiques étant corrélés positivement avec la taille du corps, la phylogénie a été réalisée sur base d’un index méristique pour minimiser la possibilité de surévalué l’analyse.